# Милтън (Вашингтон)
Вижте пояснителната страница за други значения на Милтън.
Милтън (на английски: Milton) е град в окръг Пиърс, щата Вашингтон, САЩ. Милтън е с население от 5795 жители (2000) и обща площ от 6,7 km². Намира се на 93 m надморска височина. ЗИП кодът му е 98354, а телефонният му код е 253.